# خوان ایگناسیو مرسیه
خوان ایگناسیو مرسیه (انگلیسی: Juan Ignacio Mercier؛ زادهٔ ۲ فوریهٔ ۱۹۸۰) بازیکن فوتبال اهل آرژانتین است.
از باشگاه‌هایی که در آن بازی کرده‌است می‌توان به باشگاه فوتبال دپورتیوو مورون، باشگاه فوتبال الوصل امارات، باشگاه فوتبال النصر عربستان سعودی، باشگاه ورزشی سن لورنسو آلماگرو، و باشگاه فوتبال آرژانتینوس جونیورز اشاره کرد.
وی همچنین در تیم ملی فوتبال آرژانتین بازی کرده‌است.